# 施德全
施德全（？—），加拿大政治人物，2020年-24年間以卑詩新民主黨黨員身份擔任卑詩省議會素里克洛佛代爾選區議員，2014年-18年間則任素里市議員。

## 生平
施德全生於卑詩省溫哥華，1960年代隨家人遷居素里，從瑪嘉烈公主中學畢業後就讀於道格拉斯學院。他後投身素里消防局任職消防員，陸續晉升成該市首席防火官，2014年退休。
2014年市選他代表素里第一黨競逐素里市議員職務，在眾候選人中排名第七而當選八名市議員之一。任內他曾任該市環境永續性諮詢委員會、農業及糧食安全委員會、以及耆老委員會主席。他於2018年市選競逐連任，但告落選。
2020年省選，施德全代表卑詩新民主黨競逐省議會素里克洛佛代爾選區議席，擊敗尋求連任的自由黨候選人亨特當選該區省議員。他在第42屆省議會會期內出任衛生、原住民事務、和財政及政府服務專責常務委員會成員。他於2024年省選競逐連任，但不敵保守黨候選人施愛聆。